# Anduril Industries
Anduril Industries, Inc. je američka tvrtka obrambene tehnologije specijalizirana za napredne autonomne sustave. Osnovao ju je 2017. izumitelj Palmer Luckey zajedno s investitorima i osnivačima povezanim s tvrtkama Palantir i SpaceX.  Cilj tvrtke Anduril je prodaja tehnologije Ministarstvu obrane SAD-a, uključujući umjetnu inteligenciju i robotiku. Glavni proizvodi tvrtke Anduril uključuju bespilotne zračne sustave (UAS), sustave za borbu protiv bespilotnih letjelica (CUAS), poluprijenosne autonomne sustave nadzora te umreženi softver za upravljanje i kontrolu.